# 願いが叶うクルスの海
願いが叶うクルスの海（ねがいがかなうクルスのうみ）は、宮崎県日向市細島にある名勝である。

## 名称
地元では昔から特徴的な海岸の景観から「十文字」と呼ばれていたが観光資源の開発に伴い、細島で民宿を経営していた原田一郎がポルトガル語で「十字」を意味する「クルス」に「海」を加えた「クルスの海」という名称をつけた。その後、海岸と岩礁が「叶」という漢字に見えることから観光地として「願いが叶うクルスの海」という名前が正式に制定された 。

## 特徴
日豊海岸国定公園の日向岬に属しており、約1,500万年前の九州東部で起こった大規模な火山活動によって形成された柱状節理の地形にある。柱状節理が波浪による侵食で削り取られ、上空から見ると東西に200メートル、南北に220メートルに裂けた岩場と運河上になった海が十字に見えるところが特徴である。また、この地点には「願いが叶うクルスの鐘」が日向市によって設置されている。
また、当地は日向岬に属する馬ヶ背に並ぶ主要な観光スポットとして日向市に広報されている。特に近年はメディアでの露出が多く、ドライブスポットであるためHondaやSUBARUなど国内自動車メーカーのCMを始め、Audiなどの海外メーカーのプロモーションなどのロケ地として採用されている。

## エピソード
展望台より「叶」という縁起の良い漢字の風景が見られることから、県内外から多くのカップルが集うデートスポットや結婚式の前撮り場所としても有名になっている。
2004年（平成16年）３月には日向商工会議所青年部の主催で「願いが叶うクルスの海チャペルウェディング」が開催され、同日敷地内にある「願いが叶うクルスの鐘」の除幕式も執り行われた 。
2024年（令和6年）8月には以前この地で日向坂46四期生のお披露目動画が撮影されたことや、同年9月に同グループが宮崎市で開催した音楽イベント「ひなたフェス2024」を記念して、願いが叶うクルスの海展望台に向かう長さ約460ｍのS字カーブの坂道が日向坂と命名された。

## 当地にまつわる作品
- 三浦浩子『クォーター（漫画）』日向商工会議所、2002年
- 三浦浩子原作『願いが叶うクルスの海（ドラマ）』日向商工会議所、2008年
- 親子デュオTAIKI+1『願いが叶うクルスの海（テーマソング）』山本メガネ、2008年
- 五十川ゆき『十字架（クルス）の海（演歌）』キングレコード著作、2008年

## 主な歴史
| 1500万年前             | 九州東部で起こった大規模な火山活動による地形の形成               |
| 2000年（平成12年）10月 | 日向商工会議所青年部により展望所整備検討委員会が発足             |
| 2001年（平成13年）6月  | 日向商工会議所内に「プロジェクトオブクルスの海」委員会発足       |
| 2002年（平成14年）6月  | 「プロジェクトオブクルスの海」で漫画が発刊                       |
| 2003年（平成15年）3月  | 願いが叶うクルスの海展望所竣工                                   |
| 2004年（平成16年）3月  | 願いが叶うクルスの海展望所完成・第1回チャペルウェディング開催    |
| 2008年（平成20年）2月  | 観光PRドラマ「願いが叶うクルスの海」完成。テーマソングリリース。 |

## 写真

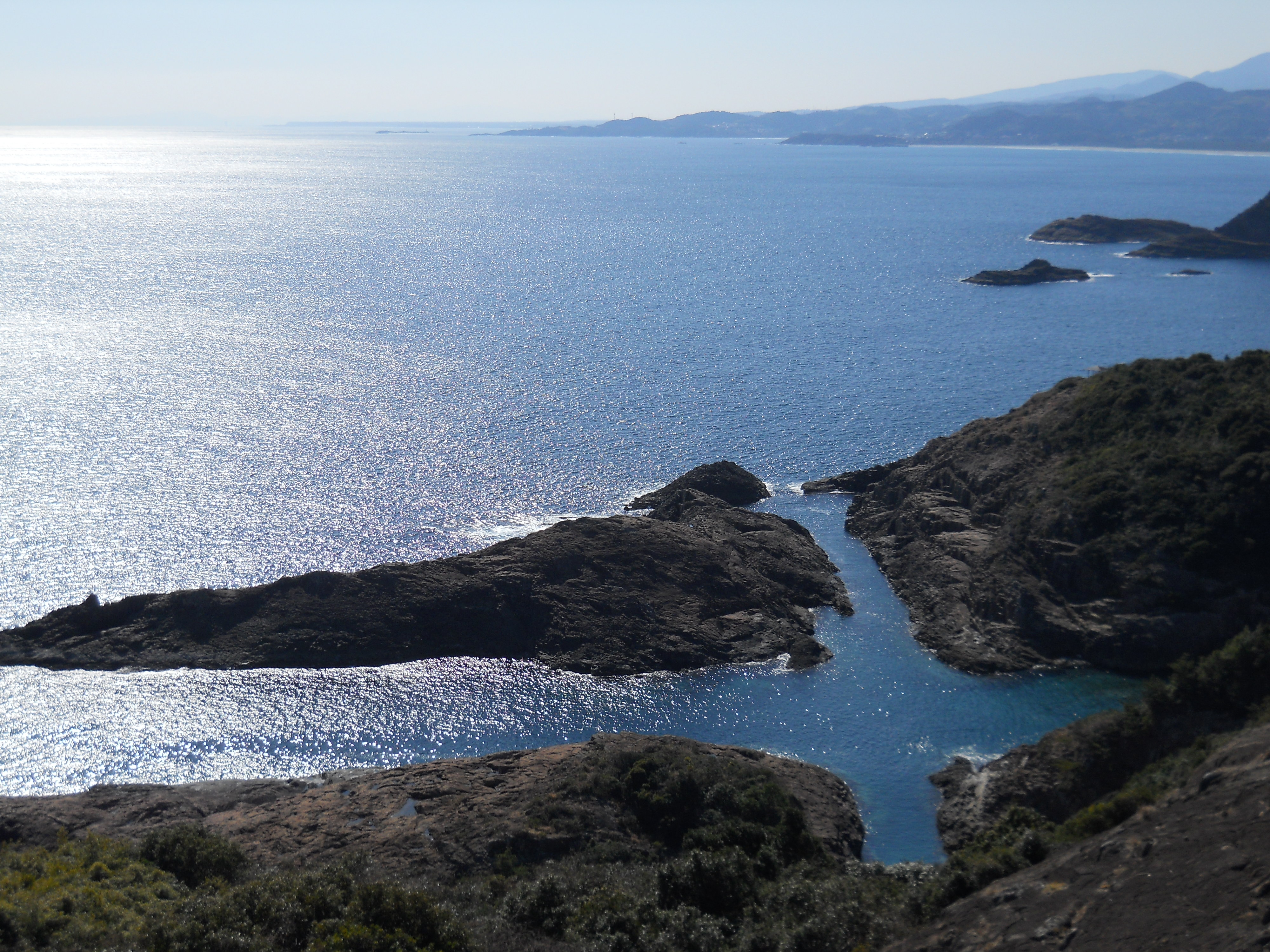
全景
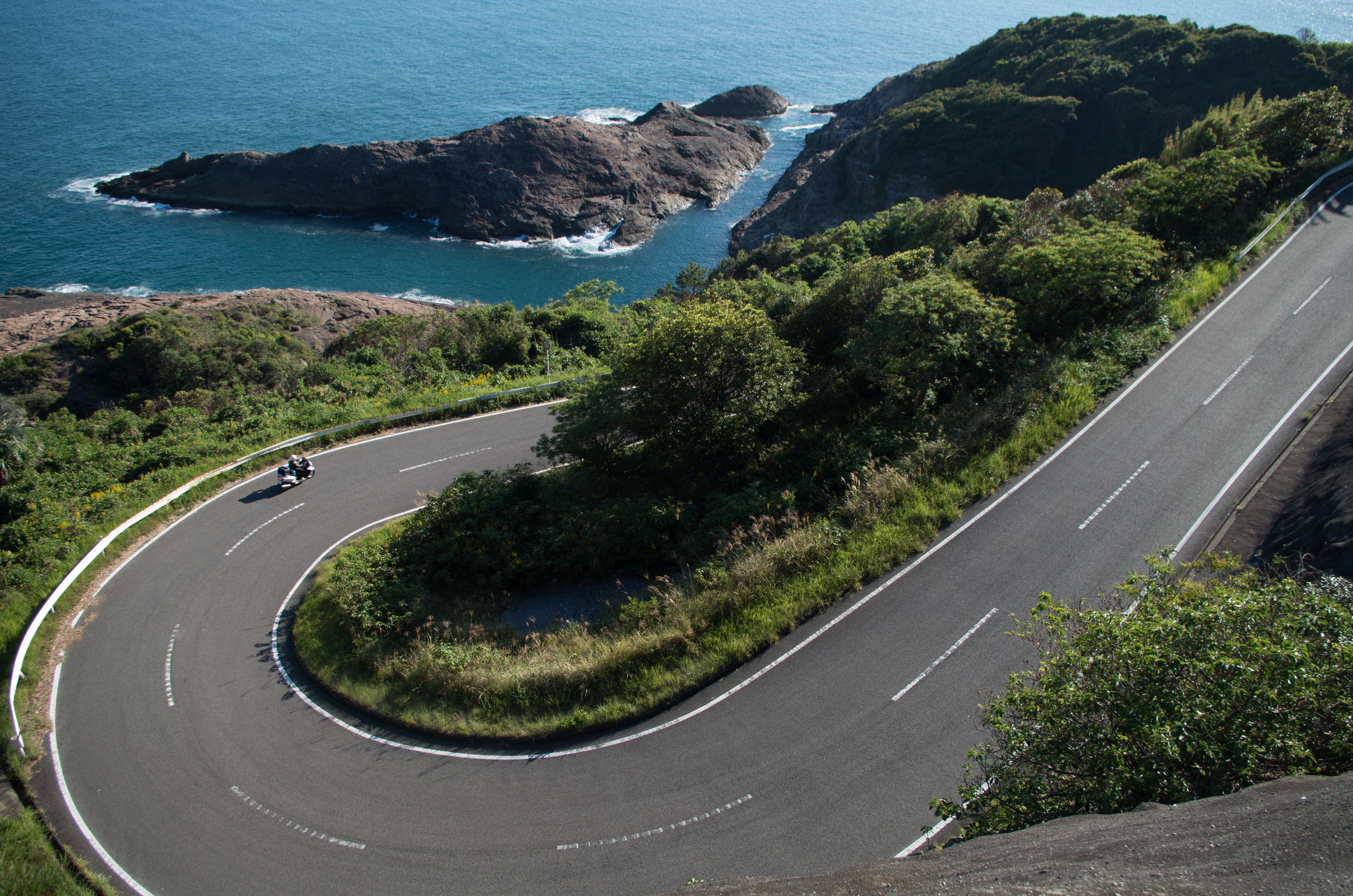
当地の近くにあるヘアピンカーブ。
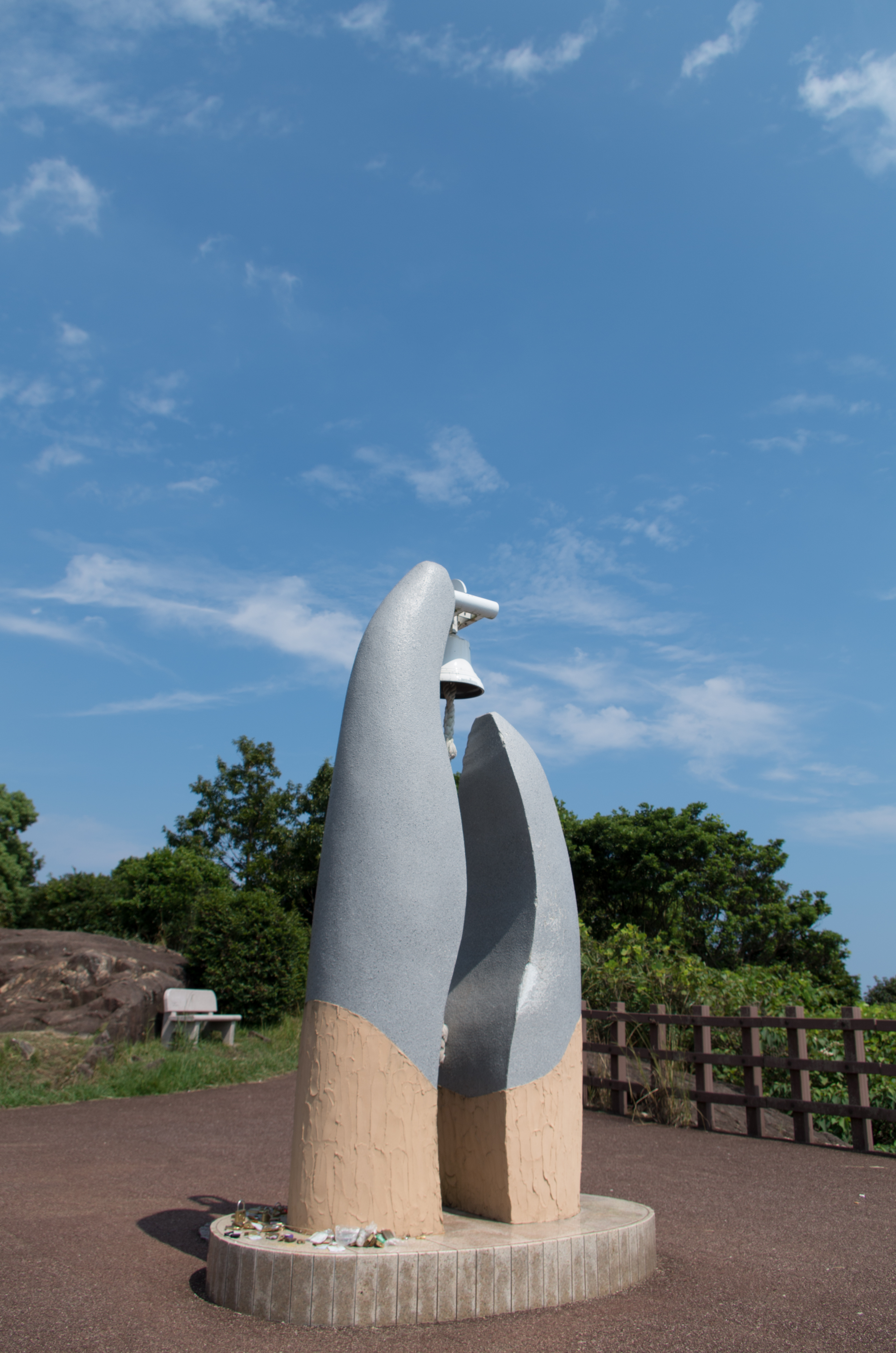
展望台にある「願いが叶うクルスの鐘」。
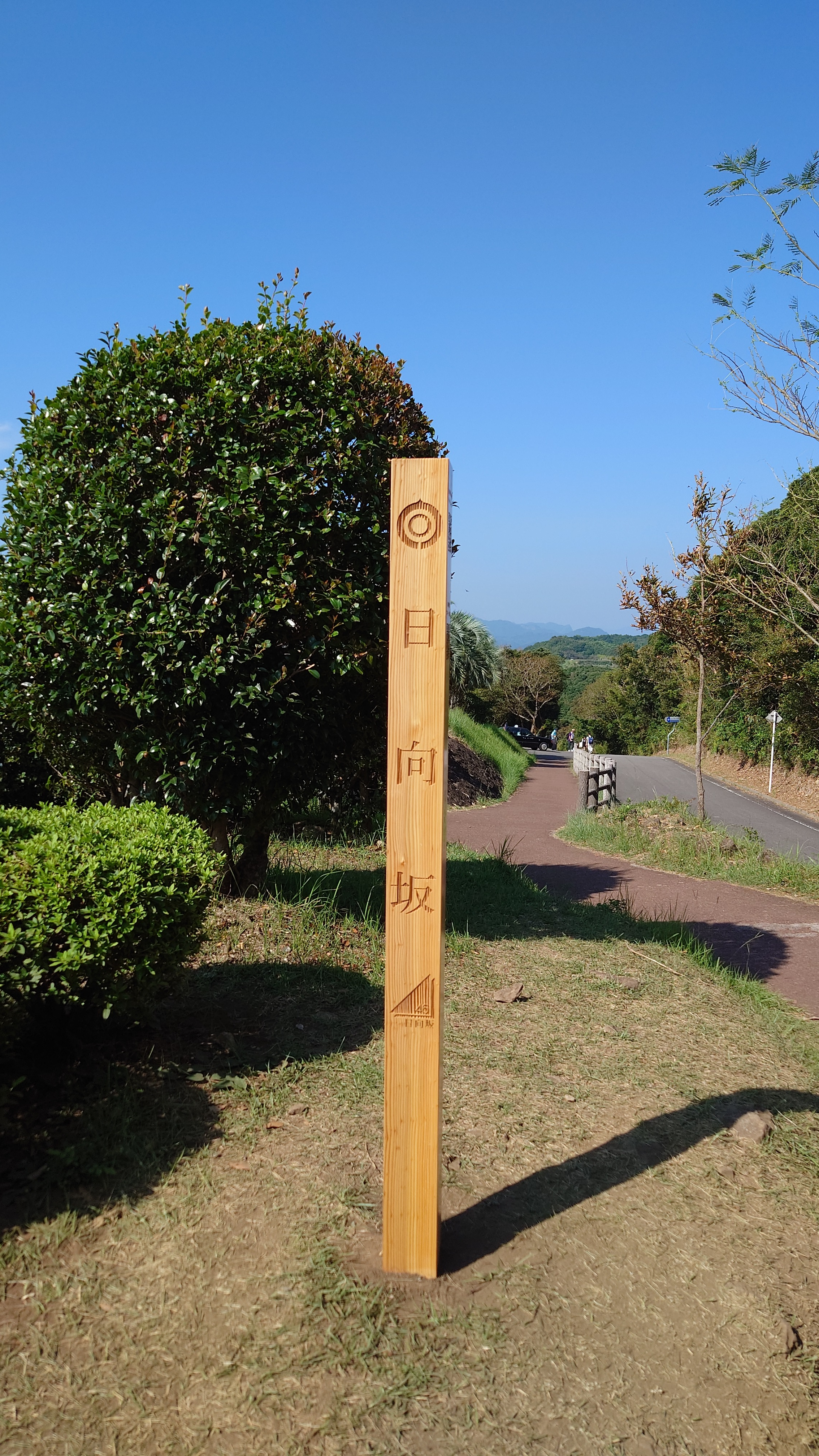
日向坂の標識。

## 交通アクセス
- 九州旅客鉄道 日向市駅から宮崎交通バス「御鉾ヶ浦公園」で下車（所要約15分）、その後徒歩で約10分
- 東九州自動車道日向ICから車で約15分
- 日向市駅から車で約15分